# Preparando Enterro na Rede
Preparando Enterro na Rede é uma pintura de Candido Portinari, do ano de 1958. Possui dimensões 1,5m x 2,2 m.

## Roubo
Em 24 de novembro de 2005, a tela, então avaliada em 2,5 milhões de reais, foi roubada na Galeria Thomas Cohn. Em 13 de dezembro do mesmo ano, a obra, propriedade de uma família uruguaia, foi encontrada pela polícia, após denúncia anônima contra um homem que tentava negociar o produto do roubo. O quadro O Lavrador de Café, do mesmo autor, foi roubado no ano de 2007.